# Borazdschan
Borazdschan, in englischer Transkription Borazjan (persisch برازجان), ist eine Stadt im Verwaltungsbezirk Dashtestan in der Provinz Buschehr in Iran. 2016 hatte die Stadt ca. 111.000 Einwohner.

## Geschichte
In der Antike lag die Stadt noch am Persischen Golf. Doch das zurückgehende Wasser hat die Küstenlinie 100 km nach Süden bis zur heutigen Stadt Buschehr verschoben. Dies hat große Mengen an salzbedeckten Flächen von Borazjan bis Buschehr hinterlassen. Die umliegende Landschaft war in der Vergangenheit grüner, doch durch die Weidenutzung und das trockenere Klima ist der Großteil der Vegetation verschwunden. Viele Wildtiere wie Rehe, Wildschweine und Kojoten lebten in der Gegend, sind aber inzwischen ausgestorben.
Die Ruinen rund um die Stadt sind über dreihundert Jahre alt. Eine vor 250 Jahren errichtete Zitadelle, die jahrzehntelang als Karawanserei diente, wurde in den letzten 70 Jahren in ein Gefängnis umgewandelt. Viele Juwelen und Schätze sind in der Umgebung der Stadt entdeckt worden.
2013 wurde die Stadt bei einem Erdbeben beschädigt.

## Bevölkerungsentwicklung
| Jahr | Einwohnerzahl |
| ---- | ------------- |
| 1996 | 80.161        |
| 2006 | 93.072        |
| 2011 | 95.449        |
| 2016 | 110.567       |

## Wirtschaft
Der Hauptwirtschaftszweig der Stadt ist die Lebensmittelverarbeitung der Erträge der nahe gelegenen Feldern. Das größte Silo im gesamten Südiran befindet sich in Borazdschan. Es wurde mit russischer Hilfe gebaut und 1971 fertiggestellt. Es beherbergt Getreide, das von den umliegenden Bauernhöfen dorthin verschifft wurde. Der Anbau von Datteln sowie die Verarbeitung und Verpackung von Datteln ist ein sehr wichtiger Wirtschaftszweig. Ungefähr die Hälfte der Datteln wird nach Norden an die Verbraucher im Rest des Landes und die Hälfte nach Buschehr transportiert, um in andere Länder exportiert zu werden.

## Klima
Das Klimaklassifizierungssystem von Köppen-Geiger klassifiziert das Klima als Wüstenklima (BWh).